# 부마도위
부마도위(駙馬都尉)는 임금의 사위 또는 공주의 남편에게 부여되는 칭호이며, 부마(駙馬)라고도 한다.

## 중국
전한 무제 당시에 처음으로 등장했으며, 당시에는 황제의 수레를 끄는 말을 돌보는 관리를 의미했다. 하지만 녹봉이 2천석(二千石)에 달해 점차 왕실내 사람이나 유력 외척 또는 제후 내에서 부마도위를 맡게 되었으며, 위진남북조 이후로 황제의 사위 또는 공주의 남편이 부마도위를 전담해 이들을 일컫는 용어로 정착했다.
후한 명제가 자신의 여동생인 관도공주 유홍부(館陶公主 劉紅夫)를 당시 부마도위를 맡고 있던 한광(韓光)에게 시집보낸 것이 황제의 사위 또는 공주의 남편이 부마도위를 맡게 된 첫 사례이며, 《책부원귀》에 의하면 위나라와 서진 시대에 들어 두예, 환온, 하집(何戢) 등 황제의 사위 또는 공주의 남편이 부마도위에 임명되는 것이 관례화되었다고 전해진다. 이후 점차 관직으로서의 실체는 사라졌으며, 청나라 시대에 이르러서는 액부(額駙)라는 명칭으로 대신 불리기도 했다.

## 한국
한국에서는 고구려 시대에 처음으로 등장했으며, 이후 고려나 조선 시대에 부마를 임명하였다는 기록이 남아있다. 부마 대신 국서(國婿) 또는 의빈(儀賓)이라는 명칭이 사용되기도 했다.
일반적으로 부마도위는 황녀 또는 공주의 남편을 의미하기 때문에 왕족이 아닌 외척으로 분류되며, 기도위, 봉거도위와 함께 나란히 삼도위로 불리기도 한다.

## 같이 보기
- 공주